# Руа-Вьенно, Жослен
Жослен Руа-Вьенно (1956 год, Мирамиши, Нью-Брансуик, Канада — 2 августа 2019 года, Батерст, Нью-Брансуик, Канада) — канадский государственный деятель, 31-й лейтенант-губернатор Нью-Брансуика (с 2014 года по 2019 год).

## Биография
Родилась в городе Мирамиши провинции Нью-Брансуик в 1956 году. Детство прошло в Робертвилле (Нью-Брансуик). Руа-Вьенно была первой женщиной — вице-президентом студенческого городка Монктонского университета, первой женщиной, которая руководила франкоязычным общественным колледжем в Нью-Брансуике, и третьей женщиной, окончившей инженерный факультет Монктонского университета.
Жослен Руа-Вьенно начала свою карьеру инженером на нефтеперерабатывающем заводе Esso Imperial Oil Limited в Монреале. Она также работала помощником заместителя министра высшего образования (post-secondary education) в провинции Нью-Брансуик. В течение 23 лет Жослен работала в Колледже Нью-Брансуика в городе Батерст в должности декана, заведующего кафедрой, профессора и, в течение шести лет, директора школы. В 2014 году закончился её второй срок в качестве вице-президента кампуса Монктонского университета в Шипиган.
В августе 2014 года кандидатура Руа-Вьенно была предложена на должность лейтенант-губернатора Нью-Брансуика в подчинении генерал-губернатора Канады Дэвида Ллойда Джонстона. Кандидатуру Жослен выдвинул премьер-министр Нью-Брансуика Дэвид Алвард при поддержке оппозиции на рассмотрение премьер-министра Канады Стивена Харпера. В течение недели её кандидатура была утверждена, и она сменила на этом посту Грейдона Николаса. 23 октября 2014 года она вступила в должность и оставалась на ней до самой смерти. Она стала первой акадийской женщиной, которая заняла пост лейтенант-губернатора Нью-Брансуика.
В 2015 году Ассоциация профессиональных инженеров и ученых-геологов Нью-Брансуика учредила стипендию для студентов-инженеров имени Жослен Руа-Вьенно, которая вручается ежегодно. Две стипендии на сумму 3000 долларов США присуждаются студенткам второго курса, изучающим инженерию: одной студентке Университета Нью-Брансуика и одной студентке Монктонского университета.
Ж. Руа-Вьенно играла роль арбитра после провинциальных выборов 24 сентября 2018 года, когда ни одна партия не набрала большинства. На выборах из 49 мест 22 набрала Прогрессивная консервативная партия во главе с Блейном Хиггсом, а Либеральная Ассоциация во главе с Брайаном Галлантом, которая была у власти, набрала 21 место; Партия зелёных и Народный Альянс набрали по три места. Премьер-министр Нью-Брансуика Брайан Галлант встречается с лейтенантом-губернатором и получил разрешение остаться у власти, зачитав тронную речь в парламенте с целью получить вотум доверия. 2 ноября 2018 года Либеральная ассоциация потеряла вотум доверия, и Брайан Галлант ушёл в отставку. Новым премьер-министром стал Блейн Хиггс.
2 августа 2019 года Жослен Руа-Вьенно умерла от рака в больнице города Батерст.

## Примечание
1. ↑  https://ici.radio-canada.ca/nouvelle/1245749/jocelyne-roy-vienneau-mort-cancer
2. ↑  https://www.umoncton.ca/blogue_raymond_theberge/tag/faculte/
3. ↑  Jocelyne Roy Vienneau. Telegraph - Journal. Дата обращения: 1 февраля 2020. Архивировано 5 августа 2019 года.
4. 1 2  Lieutenant-governor appointee wants to inspire youth. CBC. Архивировано 2 октября 2018. Дата обращения: 1 февраля 2020.
5. ↑  Lieutenant Governor New Brunswick. www.gnb.ca. Дата обращения: 1 февраля 2020. Архивировано из оригинала 7 августа 2019 года.
6. ↑  Statement by the Prime Minister on the death of Lieutenant Governor of New Brunswick Jocelyne Roy Vienneau (англ.). Prime Minister of Canada (2 августа 2019). Дата обращения: 1 февраля 2020. Архивировано 5 августа 2019 года.
7. ↑  «Jocelyne Roy-Vienneau Undergraduate Engineering Scholarships for Women» Архивная копия от 5 августа 2019 на Wayback Machine. Engineers Geoscientists New Brunswick.
8. ↑  Higgs et Gallant veulent tous les deux gouverner (фр.). Acadie Nouvelle (25 сентября 2018). Дата обращения: 1 февраля 2020. Архивировано 25 октября 2020 года.
9. ↑  Zone Politique- ICI.Radio-Canada.ca. Le gouvernement libéral défait, Brian Gallant remet sa démission à la lieutenante-gouverneure (фр.). Radio-Canada.ca. Дата обращения: 1 февраля 2020. Архивировано 20 февраля 2020 года.
10. ↑  websolutions.ca. Honourable Jocelyne Roy Vienneau | Nécrologies | Maison Funéraire Elhatton Ltée. (фр.). www.elhatton.com. Дата обращения: 1 февраля 2020. Архивировано 5 августа 2019 года.